# Тарасівська сільська рада (Гребінківський район)
Тарасівська сільська рада — колишній орган місцевого самоврядування у Гребінківському районі Полтавської області з центром у селі Тарасівка.

## Населені пункти
Сільраді були підпорядковані населені пункти:
- c. Тарасівка